# Шолом Секунда
Шолом Секунда (англ. Sholom Secunda; 4 вересня 1894, Олександрія — 13 січня 1974, Нью-Йорк) — американський єврейський композитор академічної, естрадної, театральної і літургійної музики.

## Життєпис
Шлойме Абрамович Секунда народився в Олександрії Херсонської губернії (нині Кіровоградська область) 4 вересня 1894 року в сім'ї бляхара Абрама Секунди та Анни Недобейки. У 1897 році сім'я переїхала до чорноморського портового міста Миколаєва, де відкрили фабрику залізних ліжок.
Переїхав в США разом з родиною в 1907 році, після серії погромів 1905 року. У січні 1908 року сім'я прибула до Нью-Йорка як пасажири на борту SS Carmania, де була перевірена і ненадовго залишина на острові Елліс. У Нью-Йорку (спочатку вони жили на Східній 127-й вулиці, де оселився його батько, перш ніж відправити за дружиною і дітьми) юний Шолом став відомим дитячим хазном (кантором). Коли його голос змінився, він вивчав музику і викладав гру на фортепіано, потім працював у комедійному театрі в хорі, поки його пісню «Amerike» не взяла Дженні Голдштейн, вона заспівала її в Unzere kinder («Наші діти») Корнблюма. В США Шолом здобув освіту.
У віці 12 років Шлойме зіграв Авраама/Аврома у фільмі Абрама Ґольдфадена Akeydes Yitskhok («Жертвоприношення Ісака») та Маркуса у фільмі The Kishef-Makherin (The Sorceress) («Кішеф-Махерін» (Чаклунка)). 
Працював в нью-йоркському єврейському театрі на Другій авеню з 1937 року до початку 1940-х.
Написав музику до найвідоміших єврейських пісень «Бей мір бісту шейн» («Для мене ти красива») на слова Джейкоба Джейкобса в 1932 році для мюзиклу на їдиш «Ме кен лебн нор ме лозт ништ», поставленого на сцені бруклінського Rolland Theater, і «Дона, Дона» на слова Арона Цейтліна, яка увійшла до музичної вистави «Естерке» (1940—1941), що була поставлена в нью-йоркському єврейському театрі. Також написав музику до багатьох фільмів.

### Особисте життя
Він був одружений з Бетті Алмер і мав синів Шелдона і Юджина. Помер 13 січня 1974 року в Нью-Йорку, похований на цвинтарі Монтефіоре в Квінсі.